# Nho Jacquere
Nho Jacquere là một giống nho xanh (trắng) được trồng chủ yếu ở vùng Savoy, nước Pháp. Từ thập niên 1990, có khoảng 1.000 hécta (2.500 mẫu Anh) nho Jacquere được trồng ở Pháp.
Người ta cho rằng nho Jacquere có nguồn gốc từ nước Pháp.